# Faxe Ladeplads
Faxe Ladeplads (auch Fakse Ladeplads geschrieben) ist ein Hafen- und Ferienort auf der dänischen Insel Seeland. Er gehört zur Gemeinde Faxe in der Region Sjælland und zählt 2487 Einwohner (Stand 1. Januar 2023).

## Entwicklung der Einwohnerzahl
| Jahr             | Einwohner |
| ---------------- | --------- |
| 9. November 1970 | 1801      |
| 1. Januar 1976   | 1919      |
| 1. Januar 1981   | 2111      |
| 1. Januar 1986   | 2205      |
| 1. Januar 1990   | 2539      |
| 1. Januar 1996   | 2671      |
| 1. Januar 2000   | 2738      |
| 1. Januar 2004   | 2792      |
| 1. Januar 2008   | 2906      |
| 1. Januar 2010   | 2902      |

## Verwaltungszugehörigkeit
- bis 1902: Landgemeinde Fakse, Præstø Amt
- 1902 bis 31. März 1968: Landgemeinde Hylleholt (deren Verwaltungssitz), Præstø Amt
- 1. April 1968 bis 31. März 1970: Landgemeinde Fakse, Præstø Amt
- 1. April 1970 bis 31. Dezember 2006: Fakse Kommune, Storstrøms Amt
- seit 1. Januar 2007: Faxe Kommune, Region Sjælland